# Schwarz-Weiß

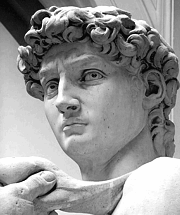
Schwarz-Weiß im üblichen Sinn: Wiedergabe von Grauwerten

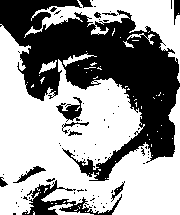
Schwarz-Weiß im wörtlichen Sinn: Durch ein Schwellenwertverfahren erlangte Variante des oberen Fotos, sodass nur noch die Helligkeitsstufen schwarz und weiß vorkommen.

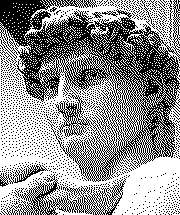
Durch Dithering können Grauwerte durch Schwarz und Weiß angenähert werden

Schwarz-Weiß oder Schwarzweiß (als Adjektiv schwarz-weiß; Kürzel SW, sw oder s/w, auch als Abkürzung B/W für englisch Black & White) ist die Bezeichnung für visuelle oder fotografische Vorgänge ohne Abbildung von Farben und kann damit zwei Bedeutungen haben:
1. im engeren Sinn die ausschließlich binäre Verwendung zweier Helligkeitswerte/Farben, d. h. die wörtliche Bedeutung, z. B. bei verschiedenen Drucktechniken, Datenformaten, Bildschirmen und anderen Wiedergabegeräten wie auch bei Volltonabbildungen, Strichzeichnungen und gerasterten Bildern.
2. im weiteren Sinn Graustufen, z. B. in der Schwarzweißfotografie, beim Schwarzweißfilm und in der Schwarzweiß-Videotechnik, wo der Begriff auch die jeweiligen Grauwerte der abgebildeten Farben (unbunt) umfasst und somit schwarz-grau-weiße Halbtonbilder bezeichnet. Eine vergleichbare ältere Technik ist die Grisaille-Malerei.

## Begriffsanwendungen
- Für Fotografen bietet die Schwarzweißfotografie gegenüber der Farbfotografie – etwa in der Porträtfotografie – künstlerisch interessantere Möglichkeiten. Dem Bildaufbau und der Auslegung von Kontrast beziehungsweise Spitzlichtern kommt eine wesentlich größere Bedeutung zu als bei Farbfotos.
- In der Bildverarbeitung gehören schwarzweiße (binäre) Bilder als Ergebnis eines Segmentierungsschritts wesentlich zu einem Bildverarbeitungssystem.
- Schwarzweißdrucke und -kopien sind wesentlich kostengünstiger und meist auch schneller herzustellen als Farbdrucke oder Farbkopien. Abbildungen sind Strichzeichnungen vorzuziehen, Halbtonbilder müssen vor dem Druck gerastert werden.

## Sprachgebrauch/Verwendung als Idiom
- Wenn ein Mensch alles schwarz-weiß sieht, gibt es für ihn zum Beispiel nur „das Gute“ und „das Böse“, aber keine Schattierungen dazwischen. Entsprechend bedeutet „Schwarzweißmalerei“ (vgl. Dichotomie) im übertragenen Sinn (Metapher), dass sich jemand nur in Extremen ausdrückt.
- Schwarz-weiß ist ein Stichwort für besondere Situationen und Objekte – zum Beispiel in der Magie oder bei der Beschreibung entsprechend gefärbter Gewässer, Berge oder Felswände.